# Cúp quốc gia Scotland 1882–83
 Cúp quốc gia Scotland 1882–83 là mùa giải thứ 10 của giải đấu bóng đá loại trực tiếp uy tín nhất Scotland. Chức vô địch thuộc về Dumbarton khi đánh bại Vale of Leven 2-1 trong trận Chung kết sau trận đá lại.

## Vòng Một
| Đội nhà                | Tỉ số  | Đội khách              |
| ---------------------- | ------ | ---------------------- |
| Strathmore             | 1 – 1  | West End               |
| Abercorn               | 10 – 1 | Ladyburn               |
| Addiewell              | Thắng  | Dunfermline            |
| Airdrie F.C.           | 5 – 2  | Plains Bluebell        |
| Airdriehill            | 0 – 7  | Shotts                 |
| Airdrieonians          | 3 – 3  | Royal Albert           |
| Angus                  | 1 – 2  | Balgay                 |
| Annbank                | 7 – 0  | Langs Athletic         |
| Arbroath               | 4 – 3  | East End               |
| Arthurlie              | 7 – 0  | Bute Rangers           |
| Ayr                    | 5 – 3  | Stewarton Cunninghame  |
| Battlefield            | 2 – 4  | Partick Thistle        |
| Beith                  | 4 – 2  | Beith Thistle          |
| Clarkston              | –      | Drumpellier Glasgow ** |
| Clippens               | 2 – 4  | Glenpatrick            |
| Clyde                  | 4 – 0  | Luton                  |
| Coupar                 | 1 – 3  | Dunblane *             |
| Cowlairs               | 4 – 1  | Whitefield             |
| Dumbarton              | Thắng  | Kilmarnock Thistle     |
| 1st Dumfries RV        | Thắng  | Dumfries Academical    |
| Dundee Harp            | 7 – 2  | Perseverance           |
| Dunipace               | 1 – 5  | Falkirk                |
| Fifth KRV              | 8 – 0  | Thornhill Rangers      |
| Hamilton Academical    | 0 – 5  | Cambuslang             |
| Heart of Midlothian    | 1 – 1  | St Bernard's           |
| Hibernian              | 8 – 0  | Brunswick              |
| Jamestown              | 7 – 1  | Vale of Leven          |
| Johnstone              | 6 – 2  | Paisley Athletic       |
| Johnstone Athletic     | 0 – 4  | Cartvale               |
| Jordanhill             | 0 – 4  | Rangers                |
| Kilmarnock             | 2 – 0  | Mauchline              |
| Kilmarnock Athletic    | 2 – 1  | Cumnock                |
| 1st Lanark RV          | 0 – 4  | Northern               |
| Lugar Boswell          | 4 – 1  | Kilbirnie              |
| Mavisbank              | 3 – 1  | Granton                |
| Maybole                | Thắng  | Rankinstone            |
| Milngavie              | 2 – 1  | East Stirlingshire     |
| Moffat                 | 9 – 0  | Dumfries Rovers        |
| Greenock Morton        | 2 – 1  | Johnstone Rovers       |
| Dundee Our Boys        | 2 – 1  | Dundee Hibernian       |
| Partick                | 5 – 0  | Petershill             |
| Pollok                 | 3 – 2  | Renfrew                |
| Pollokshields Athletic | 6 – 5  | Alexandra Athletic     |
| Port Glasgow Athletic  | 3 – 2  | Lochwinnoch            |
| Portland               | 1 – 1  | Hurlford               |
| Possilpark             | 0 – 6  | Pilgrims               |
| Queen's Park           | 12 – 1 | Thistle                |
| Renton                 | 3 – 1  | Alclutha               |
| Southfield             | Thắng  | Aberfeldy Breadalbane  |
| South Western          | 0 – 3  | Third Lanark           |
| St Mirren              | 8 – 0  | Yoker                  |
| Strathblane            | 1 – 0  | Lenzie                 |
| Thornliebank           | 7 – 1  | Greenock Southern      |
| Vale of Atholl         | 0 – 1  | Vale of Teith          |
| West Benhar            | 2 – 1  | Belshill               |
| West Calder            | Thắng  | Kinleith               |
| Wishaw                 | 2 – 0  | Holytown               |
| Woodland               | 1 – 1  | Sir John Maxwell       |
| Woodside               | 0 – 6  | Kilbarchan             |

- - Trận đấu tuyên bố bỏ trống
    - Trận đấu tuyên bố bỏ trống vì nguồn không dẫn kết quả gốc.
- Apsley, Edinburgh University, Glasgow University, Aberdeen, King's Park, Queen of the South Wanderers và Vale of Leven đi thẳng vào vòng tiếp theo.

### Đá lại
| Đội nhà          | Tỉ số | Đội khách           |
| ---------------- | ----- | ------------------- |
| Coupar           | 1 – 6 | Dunblane            |
| Drumpellier      | 2 – 5 | Clarkston           |
| Hurlford         | 3 – 2 | Portland            |
| Royal Albert     | 3 – 3 | Airdrieonians       |
| Sir John Maxwell | 5 – 3 | Woodland            |
| St Bernard's     | 3 – 4 | Heart of Midlothian |
| Strathmore       | 0 – 0 | West End *          |

- - Strathmore bị loại.

| Đội nhà       | Tỉ số | Đội khách      |
| ------------- | ----- | -------------- |
| Airdrieonians | 1 – 1 | Royal Albert * |

- - Cả hai đội đều được vào vòng tiếp theo.

## Vòng Hai
| Đội nhà                      | Tỉ số  | Đội khách               |
| ---------------------------- | ------ | ----------------------- |
| Abercorn                     | 2 – 2  | Pollok                  |
| Addiewell                    | 0 – 14 | Heart of Midlothian     |
| Airdrie F.C.                 | 6 – 2  | Wishaw                  |
| Cambuslang                   | 3 – 1  | Airdrieonians           |
| Cartvale                     | 2 – 1  | Arthurlie *             |
| Cowlairs                     | 13 – 0 | Apsley                  |
| Dumbarton                    | 8 – 1  | King's Park             |
| Dunblane                     | 3 – 1  | Arbroath                |
| Dundee Harp                  | 3 – 1  | Aberdeen                |
| Fifth KRV                    | 5 – 3  | Moffat                  |
| Jamestown                    | 12 – 1 | Strathblane             |
| Kilbarchan                   | 0 – 7  | Johnstone               |
| Kilmarnock                   | 2 – 6  | Hurlford                |
| Kilmarnock Athletic          | 5 – 4  | Annbank                 |
| Lugar Boswell                | 6 – 1  | Beith                   |
| Maybole                      | 6 – 3  | Ayr                     |
| Greenock Morton              | 5 – 1  | St Mirren               |
| Northern                     | 0 – 0  | Pollokshields Athletic  |
| Dundee Our Boys              | 5 – 3  | Balgay                  |
| Partick                      | 2 – 1  | Pilgrims                |
| Partick Thistle              | 14 – 2 | Mavisbank               |
| Queen of the South Wanderers | 5 – 3  | 1st Dumfries RV         |
| Queen's Park                 | 3 – 2  | Rangers                 |
| Royal Albert                 | 3 – 5  | Clarkston               |
| Sir John Maxwell             | 5 – 3  | Port Glasgow Athletic * |
| Southfield                   | 1 – 14 | Renton                  |
| Third Lanark                 | 2 – 0  | Clyde *                 |
| Thornliebank                 | 7 – 0  | Glenpatrick             |
| Vale of Leven                | 16 – 0 | Milngavie               |
| West Benhar                  | 10 – 1 | Shotts                  |
| West Calder                  | 2 – 3  | Hibernian               |
| West End                     | 1 – 5  | Vale of Teith           |

- - Trận đấu tuyên bố bỏ trống.
- Falkirk, Edinburgh University và  Glasgow University đi thẳng vào vòng tiếp theo.

### Đá lại
| Đội nhà                | Tỉ số | Đội khách             |
| ---------------------- | ----- | --------------------- |
| Cartvale               | 1 – 3 | Arthurlie             |
| Sir John Maxwell       | 2 – 6 | Port Glasgow Athletic |
| Third Lanark           | 3 – 0 | Clyde                 |
| Pollok                 | 2 – 2 | Abercorn *            |
| Pollokshields Athletic | 4 – 0 | Northern              |

- - Cả hai đội đều được vào vòng tiếp theo.

## Vòng Ba
| Đội nhà                      | Tỉ số  | Đội khách           |
| ---------------------------- | ------ | ------------------- |
| Abercorn                     | 8 – 0  | Maybole             |
| Arthurlie                    | 1 – 0  | Thornliebank        |
| Cambuslang                   | 3 – 3  | Partick Thistle     |
| Dumbarton                    | 8 – 1  | Jamestown           |
| Dunblane                     | 5 – 0  | Dundee Harp         |
| Falkirk                      | 1 – 1  | Renton              |
| Johnstone                    | 2 – 1  | Greenock Morton     |
| Lugar Boswell                | 6 – 0  | Pollok              |
| Partick                      | 4 – 0  | Cowlairs            |
| Pollokshields Athletic       | 3 – 0  | West Benhar         |
| Port Glasgow Athletic        | 2 – 5  | Kilmarnock Athletic |
| Queen of the South Wanderers | 3 – 2  | Fifth KRV           |
| Queen's Park                 | 13 – 0 | Clarkston           |
| Third Lanark                 | 3 – 0  | Airdrie F.C.        |
| Vale of Leven                | 8 – 1  | Heart of Midlothian |
| Vale of Teith                | 6 – 4  | Dundee Our Boys     |

- Hurlford, Hibernian,  Edinburgh University và  Glasgow University đi thẳng vào Tứ kết.

### Đá lại
| Đội nhà   | Tỉ số | Đội khách    |
| --------- | ----- | ------------ |
| Arthurlie | 0 – 0 | Thornliebank |

| Đội nhà         | Tỉ số | Đội khách      |
| --------------- | ----- | -------------- |
| Arthurlie       | 0 – 0 | Thornliebank * |
| Partick Thistle | 0 – 0 | Cambuslang *   |
| Renton          | 4 – 1 | Falkirk        |

- - Cả hai đội đều được vào vòng tiếp theo.

## Vòng Bốn
| Đội nhà             | Tỉ số | Đội khách                    |
| ------------------- | ----- | ---------------------------- |
| Arthurlie           | 3 – 1 | Queen of the South Wanderers |
| Dunblane            | 1 – 7 | Third Lanark                 |
| Hibernian           | 2 – 2 | Partick                      |
| Johnstone           | 1 – 3 | Pollokshields Athletic       |
| Kilmarnock Athletic | 5 – 2 | Abercorn                     |
| Partick Thistle     | Thắng | Glasgow University           |
| Queen's Park        | 5 – 0 | Cambuslang                   |
| Renton              | 3 – 5 | Lugar Boswell                |
| Thornliebank        | 0 – 3 | Dumbarton                    |
| Vale of Leven       | 2 – 0 | Edinburgh University         |
| Vale of Teith       | 2 – 3 | Hurlford                     |

### Đá lại
| Đội nhà | Tỉ số | Đội khách |
| ------- | ----- | --------- |
| Partick | 1 – 4 | Hibernian |

## Vòng Năm
| Đội nhà       | Tỉ số | Đội khách     |
| ------------- | ----- | ------------- |
| Hibernian     | 3 – 4 | Arthurlie *   |
| Lugar Boswell | 1 – 1 | Vale of Leven |
| Queen's Park  | 7 – 2 | Hurlford      |

- - Trận đấu bị hủy bỏ
- Dumbarton, Kilmarnock Athletic, Partick Thistle,  Pollokshields Athletic và  Third Lanark đi thẳng vào Tứ kết.

### Đá lại
| Đội nhà       | Tỉ số | Đội khách     |
| ------------- | ----- | ------------- |
| Arthurlie     | 6 – 0 | Hibernian     |
| Vale of Leven | 5 – 1 | Lugar Boswell |

## Tứ kết
| Đội nhà         | Tỉ số | Đội khách              |
| --------------- | ----- | ---------------------- |
| Arthurlie       | 1 – 1 | Kilmarnock Athletic    |
| Dumbarton       | 3 – 1 | Queen's Park           |
| Partick Thistle | 0 – 4 | Vale of Leven          |
| Third Lanark    | 1 – 1 | Pollokshields Athletic |

### Đá lại
| Đội nhà                | Tỉ số | Đội khách    |
| ---------------------- | ----- | ------------ |
| Kilmarnock             | 1 – 2 | Arthurlie *  |
| Pollokshields Athletic | 5 – 2 | Third Lanark |

- - Trận đấu tuyên bố bỏ trống

### Đá lại lần 2
| Đội nhà   | Tỉ số | Đội khách           |
| --------- | ----- | ------------------- |
| Arthurlie | 1 – 1 | Kilmarnock Athletic |

### Đá lại lần 3
| Đội nhà             | Tỉ số | Đội khách |
| ------------------- | ----- | --------- |
| Kilmarnock Athletic | 1 – 0 | Arthurlie |

## Bán kết
| Đội nhà                | Tỉ số | Đội khách           |
| ---------------------- | ----- | ------------------- |
| Pollokshields Athletic | 0 – 1 | Dumbarton *         |
| Vale of Leven          | 1 – 1 | Kilmarnock Athletic |

- - Trận đấu tuyên bố bỏ trống

### Đá lại
| Đội nhà             | Tỉ số | Đội khách              |
| ------------------- | ----- | ---------------------- |
| Dumbarton           | 5 – 0 | Pollokshields Athletic |
| Kilmarnock Athletic | 0 – 2 | Vale of Leven          |

## Chung kết
| Dumbarton                | 2 – 2 | Vale of Leven         |
| ------------------------ | ----- | --------------------- |
| Paton 30' · McArthur 44' |       | Johnston · McCrae 70' |

### Đá lại
| Dumbarton                 | 2 – 1 | Vale of Leven |
| ------------------------- | ----- | ------------- |
| Brown 1 47' · Brown 2 50' |       |               |